# Visconde de Alcafache
Visconde de Alcafache é um título nobiliárquico criado por D. Luís I de Portugal, por Decreto de 30 de Junho de 1881, em favor de Simão Hipólito de Oliveira de Calça e Pina Bandeira de Melo, depois 3.º Visconde de Rilvas e 4.° Conde de Rilvas.
Titulares
1. Simão Hipólito de Oliveira de Calça e Pina Bandeira de Melo, 1.° Visconde de Alcafache, 3.º Visconde e 4.° Conde de Rilvas.

Após a Implantação da República Portuguesa, e com o fim do sistema nobiliárquico, usou o título: 
1. Manuel Maria Junqueiro Bandeira de Melo, 2.° Visconde de Alcafache, 6.° Conde de Rilvas.